# コウヨウチョウ
コウヨウチョウ（学名:Quelea quelea）はスズメ目ハタオリドリ科に分類される鳥類の一種。世界で最も数の多い鳥類だとされている。

## 形態
体長は約13cm。翼の表面に茶色の模様があり、尾羽が短いのが特徴。繁殖期になるとオスには赤みを帯びたオレンジの繁殖羽が生え、顔が黒くなり、色鮮やかな姿になる。これらは繁殖期が過ぎると元に戻る。
くちばしは赤色で太くて大きい。脚はピンク色である。

## 生態
餌は主に種子や穀物だが、ある種の昆虫も食べる。
繁殖期は雨季だが地域によって雨季のバラつきがあるため、一定の繁殖期といったものはない。メスは一回の産卵に卵を1～5個(大抵のメスは3個)産み、10～12日程度の抱卵で雛が孵る。雛鳥は生後4日目で目が開いて羽毛が生え始め、孵化から2週間前後で巣立つ。繁殖のスピードが速いため、コウヨウチョウの群れは規模が巨大化しやすい。

## 分布
赤道付近の熱帯雨林とモザンビークの北部、南アフリカの最南端を除いたサハラ砂漠以南のアフリカ全域と広く生息している。

## 人間との関係性
世界で最も数の多い鳥類だとされ、その数は成鳥だけでも推定約15億羽いるとされている。そのため餌を求めてコウヨウチョウの大群が農地や畑に降り立ち作物を食い荒らすため、害鳥として知られている。毎年、約2億羽のコウヨウチョウが駆除されているが、その数は一向に減らない。

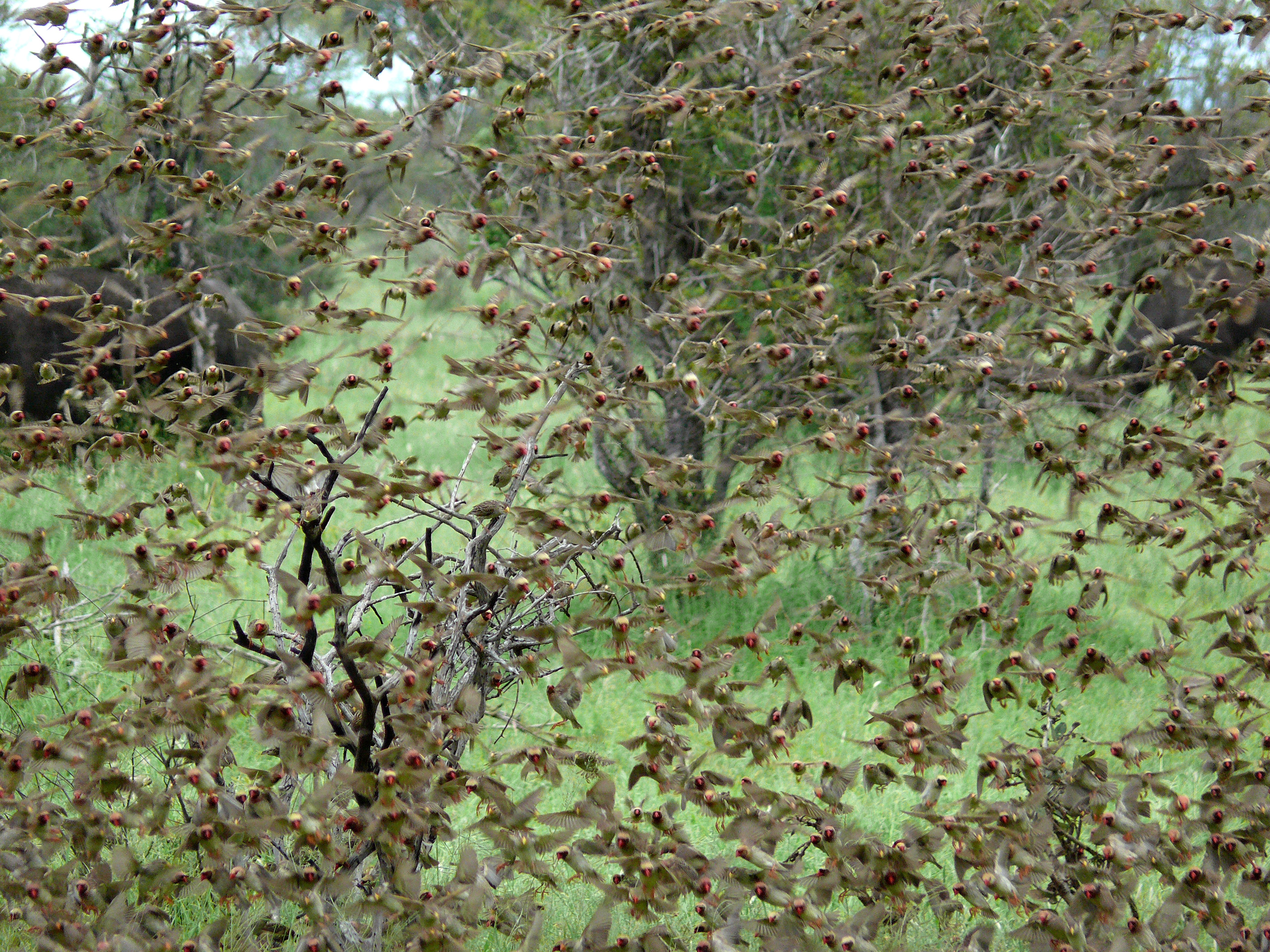
コウヨウチョウの群れ